# ازدواج غیابی
ازدواج غیابی یا عروسی غیابی به عروسی گفته می‌شود که یکی از دو طرف ازدواج یا هر دو آنها حضور نداشته باشند.
ازدواج غیابی می‌تواند به دلیل حضور در سربازی، زندان یا کشور دیگری باشد.

## آشنایی در ازدواج‌های غیابی
افراد در این گونه ازدواج‌ها به چند طریق با یکدیگر آشنا می‌شوند:
- معرفی اقوام و آشنایان
- انتخاب والدین
- آشنایی و دوستی از طریق اینترنت[۱]

## تاریخچه

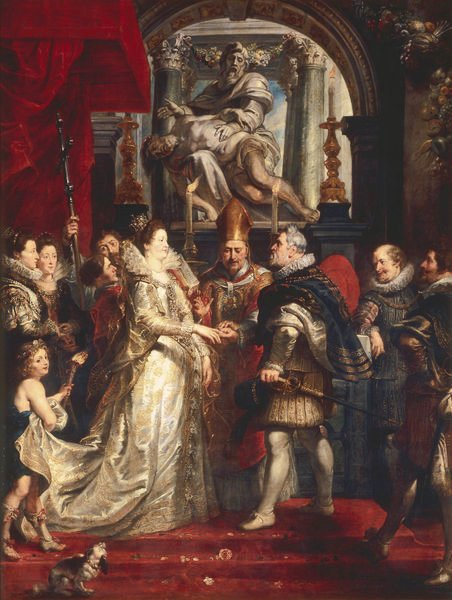
ازدواج غیابی شاه هنری چهارم